# Alfred Sjöberg
Alfred Theodor Napoleon Sjöberg, född den 20 december 1838 i Göteborg, död den 22 maj 1909 i Stockholm, var en svensk ämbetsman.
Sjöberg blev student vid Lunds universitet 1858 och avlade filosofie kandidatexamen där 1861. Efter att ha promoverats till filosofie magister 1862 avlade han examen till rättegångsverken 1864 och juris utriusque kandidatexamen 1865. Sjöberg blev docent i administrativrätt och nationalekonomi vid Lunds universitet 1866 samt adjunkt där i nämnda ämnen 1867. Han blev vice häradshövding 1872, expeditionschef i Lantförsvarsdepartementet 1873 samt kansliråd och byråchef där 1879. Sjöberg var generalkrigskommissarie och chef för Arméförvaltningens civila departement 1881–1904. Han promoverades till juris hedersdoktor vid Uppsala universitet 1877. Sjöberg invaldes som ledamot av Krigsvetenskapsakademien 1878 och av Samfundet för utgivande av handskrifter rörande Skandinaviens historia 1882. Han blev riddare av Nordstjärneorden 1874, kommendör av första klassen av samma orden 1883 och kommendör med stora korset 1898.